# Требня Гориця
Требня Гориця (словен. Trebnja Gorica) — поселення в общині Іванчна Гориця, Осреднєсловенський регіон, Словенія. Висота над рівнем моря: 286,6 м.